# 대한민국학술원
대한민국학술원(大韓民國學術院, National Academy of Sciences)은 학술 발전에 현저한 공이 있는 학자를 우대 및 지원하고 학술연구와 학술진흥에 관한 정책 자문 및 학술 교류 등을 통해 학술발전에 이바지한다는 목적으로 설립된 국가 기관이다.
대한민국학술원법에 의거하여 총회에서 선출하는 학술원 회장 및 부회장은 임기 2년으로 1회에 한하여 연임할 수 있으며 학술원 업무를 보조하기 위해 대한민국 교육부 소속으로 학술원사무국장(부이사관 = 3급)이 지휘하는 학술원사무국을 두고 있다. 본부는 서울특별시 서초구 반포4동에 있다.
1952년 제정된 문화보호법에 따라 설치되었고, 1954년에 개원하였다. 분야는 인문·사회과학과 자연과학으로 크게 나뉘며, 각 분야는 여러 분과로 구성된다. 학술원 회원의 임기는 선출 이후 평생이다. 학술원 회원은 서울대 출신들이 압도적으로 많고 간접적인 혜택은 물론 직접적인 경제적 지원도 받는다.

## 설립 근거
- 대한민국학술원법 제1조[3]

## 연혁
- 1954년 7월 17일: 학술원 개원

## 조직

### 총회

#### 회장

##### 부회장
- 사무국
- 임원회
- 간행물편집위원회
- 국제교류협력위원회
- 학술원윤리위원회
- 인문·사회과학부회
  - 6개 분과
- 자연과학부회
  - 5개 분과

### 부설 기관
- 재단법인 학술원연구재단

## 같이 보기
- 대한민국예술원
- 대한민국학술원상